# I Want My Loved Ones to Go With Me
I Want My Loved Ones to Go with Me è il secondo album in studio della cantante statunitense Noah Cyrus, pubblicato l'11 luglio 2025 per Records Label e Columbia Records. L'album segue l'album di debutto di Cyrus, The Hardest Part (2022), e include la partecipazione di ospiti speciali come Fleet Foxes, Ella Langley, Blake Shelton e Bill Callahan. Come parte della promozione, i singoli Don't Put It All on Me, I Saw the Mountains e New Country hanno preceduto l'album.

## Uscita e promozione
Dopo un breve intervallo, Noah Cyrus è tornata alla musica con il singolo Don't Put It All on Me, una collaborazione con la band indie folk Fleet Foxes. L'album è stato pubblicato da Records Label e Columbia Records il 19 marzo 2025, accompagnato da un video musicale diretto da Luis Villanueva e da un comunicato stampa che anticipava altri brani di Cyrus. La canzone presenta temi malinconici e nostalgici ed è stata scritta sul ruolo di Cyrus nella loro famiglia, secondo il punto di vista del fratello. L'uscita del brano seguì una crescente faida pubblica tra la famiglia dopo il divorzio di Tish e Billy Ray Cyrus. Un secondo singolo, intitolato I Saw the Mountains, è stato pubblicato il 16 maggio insieme a un video diretto da Rudy Grazziani e Navs.
Cyrus annunciò il suo secondo album, I Want My Loved Ones to Go with Me, il 16 giugno 2025, insieme alla copertina e alla tracklist. L'album contiene undici tracce e la pubblicazione è avvenuta tramite Records e Columbia. Cyrus, Mike Crossey e PJ Harding co-produssero l'album, mentre Fleet Foxes, Ella Langley, Blake Shelton e Bill Callahan apparvero come artisti ospiti. Il terzo singolo, New Country con Shelton, è stato pubblicato il 20 giugno. Per supportare l'album, Cyrus è pronto a intraprendere un tour di concerti nel Nord America, che inizierà a settembre 2025.

## Tracce
1. I Saw the Mountains – 4:24 (Noah Cyrus, PJ Harding)
2. Don't Put It All on Me (feat. Fleet Foxes) – 4:07 (Ben Cramer, Braison Cyrus)
3. What's It All For? – 2:22
4. Way of the World (feat. Ella Langley) – 2:49
5. New Country – 3:18
6. Long Ride Home – 3:04
7. Apple Tree – 5:56
8. Man in the Field – 4:23
9. With You – 2:53
10. Love Is a Canyon – 3:37
11. XXX (feat. Bill Callahan) – 5:21